# 木曾義利
木曾義利（1577年—1640年？）是安土桃山時代至江戶時代初期的武將。父親是木曾義昌。母親是武田信玄的女兒真理姬。大名木曾氏第19代兼最後當主。

## 生平
在天正5年（1577年）出生。幼名岩松丸。木曾氏因為在天正18年（1590年）被移封至關東地方，於是離開代代領有信濃國木曾地方，改為領有下總國海上郡阿知戶1萬石（網戶，現今的旭市）。文祿4年（1595年），因為父親義昌死去而繼承家督。有許多亂暴行為，因為殺害叔父上松義豐（上松藏人）而被改易。
此後，前往母親真龍院（真理姬）之下隱居（不過關於失去阿知戶後的事績，史料並無明確記載。而被改易之際，有流放到下總國或只是追放的説法）。一說指在寬永16年（1639年）於伊予國松山死去，不過沒有確証。而弟弟義一（義通）亦與母親真龍院一同在木曾谷中隱居，沒有史料記載此後或子孫的事。

## 子孫
兒子玄蕃義辰在後來仕於伊予松山藩藩主久松松平家，不過後來因故成為浪人，兒子最終投靠原本的木曾家臣兼親族千村氏、山村氏，在美濃國、尾張國、江戶領收秩祿。

## 外部連結
- 武家家伝＿木曽氏 （页面存档备份，存于）